# Melinda Wagner
Melinda Wagner (Philadelphia, 25 de febrer de 1957) és una compositora estatunidenca. Va créixer a la ciutat de Swarthmore, Pennsilvània. Actualment és resident de Ridgewood, New Jersey, amb el seu marit, el percussionista James Saporito, i els seus fills.

## Biografia
Melinda va començar a tocar el piano i a improvisar als quatre anys i va aprendre a tocar el cello quan cursava primària. Va néixer en el sí d’una família musical, la seva mare era pianista i professora de piano i música. A partir de les cançons que tocaven els alumnes de la seva mare, ella les intentava tocar d’oïda i hi improvisava a sobre, i la seva mare l’ajudava a transcriure aquestes petites composicions primerenques.

## Carrera professional
Està graduada en licenciatura en la universitat  Hamilton College (Bachelor 1979) i graduada en postgraus en la Universitat de Chicago (Màster 1982) i la Universitat de Pennsylvania (PhD 1986). Wagner ha ocupat una plaça de professora en especialitat de composició al Juilliard School des del 2016. També ha ocupat càrrecs de professor a la Brandeis University, Smith College i Syracuse University i ha impartit classes a moltes universitats, com ara a la Universitat de Pennsilvània, la Swarthmore College i Hunter College. Alhora, ha impartit conferències a escoles com ara la Universitat Yale, la Universitat de Cornell, la Juilliard School i la Mannes School of Music, i recentment ha impertat el Master Artist a Atlantic Center for the Arts. Wagner també ha sigut compositora-mentora a la Wellesley Composers Conference (2010, 2012, 2013) i a l'American Composers Orchestra Underwood Readings. Altres residències inclouen els festivals de música Yellow Barn, Monadnock i Vail Valley, i el 2015, el Mondavi Center for the Performing Arts Festival (UC Davis). A més a més, ha treballat com a Compositor Resident en la Universitat  de Texas en Austin i en el ‘Bravo!’ Vail Valley Music Festival. Alguns dels seus professors inclouen Richard Wernick, George Crumb, Shulamit Ran, i Jay Reise.
L’obra de Wagner té molta influència d’Oliver Messiaen i d’Elliott Carter, i presenta un fort element narratiu, amb l'esperit de Gustav Mahler, i amb la sensibilitat contrapuntística i cromàtica, respectivament, de Wernick i Crumb.
Les seves composicions han estat interpretades en nombroses orquestres, incloent la  New York New Music Ensemble, la Network for New Music, Orchestra 2001, la San Francisco Contemporary Music Players, i moltes altres organitzacions. Algunes de les seves obres més famoses inclouen Trombone Concerto, Falling Angels (1992) i Extremity of Sky (2002), aquestes últimes dues obres han estat comissionades per la Chicago Symphony Orchestra. La seva composició Sextet (1989) va rebre ràpidament múltiples interpretacions i va començar una associació de llarga data amb Presser Publishing. La presentació de la seva tesi, Passages, va portar a la comissió de Falling Angels de la Simfònica de Chicago (1992) La tercera de les seves obres comissionada per aquesta orquestra és Proceed, Moon: Fantasy for Orchestra (2016), la qual es va estrenar per la mayeixa orquestra sota la batuta de Susanna Mälkki el 15 de juny del 2017. El títol de l’obra es podria considerar una cita de la comèdia El somni d’una nit d’estiu de William Shakespeare, tot i que Wagner ha dit que la peça no té un significat programàtic.  Amb Extremity of Sky (2002) ha sigut dirigida per Daniel Barenboim  i interpretada pel solista Emanuel Ax amb la National Symphony Orchestra, la Toronto Symphony, la Kansas City Symphony, i la Staatskapelle Berlin.  
Wagner també ha tingut encàrrecs de la Filharmònica de Nova York (un concert pel trombonista principal Joseph Alessi), de la Chamber Music Society del Lincoln Center, les fundacions Barlow, Fromm i Koussevitzky, l'American Brass Quintet i del guitarrista David Starobin. Altres encàrrecs recents inclouen Little Moonhead, per a l'Orquestra de Càmera Orpheus, Scamp, per a la Banda de la Marina d'Estats Units, i Pan Journal, per a Elizabeth Hainen i el Quartet de Cordes Juilliard. 
Va guanyar el Premi Pulitzer en Música l'any 1999 pel seu Concerto for Flute, Strings and Percussion, la qualva estar comissionada pel flautista i director Paul Lustig Dunkle. Addicionalment, ha rebut moltes mencions honorables, incloent una Beca Guggenheim al 1988 i un premi de l'Acadèmia Americana de les Arts i les Lletres i tres premis ASCAP Jove Compositor. Anteriorment, ella també havia rebut un grau honorari pel Hamilton College i també el Distinguished Alumni Award de la Universitat de Pennsylvania. Les seves altres actuacions inclouen la Dallas Symphony, l'American Composers Orchestra, la Women's Philharmonic, els New York Pops i la US Marine Band.

## Llista parcial de les seves obres
- Falling Angels (1992)
- Concerto for Flute, Strings, and Percussion (Obra guanyadora del Pulitzer Prize - 1999)
- Extremity of Sky (piano concerto - 2002)
- Concerto for Trombone and Orchestra (2007)
- Arabesque for Solo Guitar
- Noggin: Four Pieces for Piano
- Tintinnabulum for Piano
- Brass Quintet No. 1
- Concertino for Harpsichord and String Quintet
- Four Settings for Soprano and Ensemble
- My Tioga for String Quartet
- Pan Journal for Harp and String Quartet
- Proceed, Moon for orchestra (2016)
- Romanze With Faux Variations Piano Trio No. 2
- Scritch for Oboe and String Quartet
- Sextet for Flute, Clarinet, Violin, Viola, Cello, Piano
- Seven Muses Contemporary Anthology for Flute and Piano
- Sleep Awake: Two Songs for Mezzo-soprano, Clarinet, and Piano
- Wick for Chamber Ensemble
- Wing and Prayer for Clarinet, violoncello, percussion, and piano
- Ancient Music SABTA Acapella
- From a Book of Early Prayers for SATB Acapella
- 57/7 Dash Overture for Timpani, Percussion, and orchestra
- Little Moonhead three tributaries to Bach
- Scamp for Wind Ensemble

## Premis
- 2003: Distinguished Alumni Award from the University of Pennsylvania
- 2001: Honorary degree from Hamilton College
- 2000: Award from the American Academy of Arts and Letters
- 1999: Pulitzer Prize in Music for Concerto for Flute, Strings, and Percussion
- 1991: MacDowell Colony Resident Fellowship
- 1988: Guggenheim Memorial Foundation Fellowship
- 1988: MacDowell Colony Resident
- 1986: MacDowell Colony Resident
- 1986: Yaddo Resident Fellowship
- 1984, 1985, 1987: ASCAP Young Composer Awards